# ザイェチャル郡

ザイェチャル郡
Зајечарски округ
Zaječar okrug

ザイェチャル郡（ザイェチャルぐん、セルビア語:Зајечарски округ / Zaječar okrug）は、セルビア東部の郡。郡庁所在地はザイェチャル。郡名はこの地域で話されるセルビア語のトルラク方言で「兎」を意味し、兎の飼育が盛んだったことに由来すると言われる。この地域に多く住む少数民族のヴラフ人の民間語源には、この地名を「神々が生贄を求める」と解釈する説もあるが、真偽は明らかになっていない。

## 基礎自治体
郡には4つの基礎自治体がある。
郡庁所在地のザイェチャルのみが市（град / grad）で、残り3つの自治体は全てオプシュティナ（општина / opština）である。市はヴォイヴォディナ自治州・旧コソボ・メトヒヤ自治州を含めるとセルビア全土に24存在し、より強い自治権を有する。オプシュティナは日本の町・村に相当する。
- ザイェチャル（Zaječar）
- クニャジェヴァツ（Knjaževac）
- ボリェヴァツ（Boljevac）
- ソコバニャ（Sokobanja）

## 民族構成
2002年の国勢調査による。
- セルビア人 = 124,427 (90.45%)
- ルーマニア人(ヴラフ人) = 7,155 (5.20%)
- ロマ = 1,194 (0.87%)

## 歴史・文化
ガムジグラードはローマ皇帝ガレリウスの生地であり、その宮殿（フェリクス・ロムリアーナ）は世界遺産に登録されている。3世紀から4世紀にかけて造られ、考古学的価値から世界的にも貴重なローマ後期の遺構とされている。多くの歴史的遺物（宝石、モザイク、硬貨、道具、武器など）が見つかり、こうした出土品が4世紀のローマ文明の研究に大きく寄与した。